# Бибелрид
Бибелрид (њем. Biebelried) општина је у њемачкој савезној држави Баварска. Једно је од 31 општинског средишта округа Кицинген. Према процјени из 2010. у општини је живјело 1.221 становника. Посједује регионалну шифру (AGS) 9675113.

## Географски и демографски подаци
Бибелрид се налази у савезној држави Баварска у округу Кицинген. Општина се налази на надморској висини од 277 метара. Површина општине износи 22,7 km².

## Становништво
У самом мјесту је, према процјени из 2010. године, живјело 1.221 становника. Просјечна густина становништва износи 54 становника/km².